# Certifiable: Live in Buenos Aires
Certifiable: Live in Buenos Aires — концертный альбом и концертное видео британской рок-группы The Police, записанное в декабре 2007 года на стадионе «Монументаль» в Буэнос-Айресе, Аргентина. Концерт проходил в рамках кратковременного тура-воссоединения The Police.
Альбом был выпущен в США эксклюзивно на лейбле Best Buy. У альбома есть несколько версий, включая четырёхдисковую версию, содержащую два CD и два DVD. Оба диска содержат концертный альбом, записанный на стадионе «Ривер Плейт» в Буэнос-Айресе, Аргентина. Первый DVD содержит 109-минутный широкоэкранный концерт, представленный в формате Dolby Surround и стерео. Режиссерами и продюсерами фильма-концерта выступили Джим Гейбл и Энн Ким из Graying & Balding, Inc. Второй DVD содержит 50-минутный бонусный фильм Better Than Therapy, снятый сыном Стюарта Коупленда Джорданом Коуплендом, в котором подробно рассказывается о воссоединении The Police с интервью с участниками группы и гастрольной командой, взятыми во время тура, а также две фотогалереи The Police во время тура: одна сделана гитаристом и фотографом Энди Саммерсом, а другая — фотографом Дэнни Клинчем. DVD-диски также были выпущены в формате Blu-ray. Также был выпущен тройной виниловый формат, содержащий цифровую загрузку концерта.

## Варианты изданий
- CD-версия (двойной концертный альбом)
- DVD-версия. Первый диск содержит видеоверсию концерта в Буэнос-Айресе, с тем же трек-листом. На втором диске — 50-минутный документальный фильм Better Than Therapy (снятый сыном Стюарта Коупленда, Джорданом, и посвящённый воссоединению группы) и две фотогалереи — от участника группы Энди Саммерса и фотографа Дэнни Клинча.
- Blu-ray-версия (1 Blu-ray (с тем же материалом, что и на двух DVD) и 2 CD)
- Интернациональное издание (DVD-версия и CD-диск с урезанной версией концерта)
- LP-издание (три виниловые пластинки)

## Список композиций
| №  | Название              | Длительность |
| -- | --------------------- | ------------ |
| 1. | «Message in a Bottle» |              |
| 2. | «Synchronicity II»    |              |
| 3. | «Walking on the Moon» |              |

| №  | Название                                                   | Длительность |
| -- | ---------------------------------------------------------- | ------------ |
| 1. | «Voices Inside My Head» / «When the World Is Running Down» |              |
| 2. | «Don’t Stand So Close to Me»                               |              |
| 3. | «Driven to Tears»                                          |              |

| №  | Название                               | Длительность |
| -- | -------------------------------------- | ------------ |
| 1. | «Hole in My Life»                      |              |
| 2. | «Truth Hits Everybody»                 |              |
| 3. | «Every Little Thing She Does Is Magic» |              |

| №  | Название                     | Длительность |
| -- | ---------------------------- | ------------ |
| 1. | «Wrapped Around Your Finger» |              |
| 2. | «De Do Do Do, De Da Da Da»   |              |
| 3. | «Invisible Sun»              |              |

| №  | Название                                       | Длительность |
| -- | ---------------------------------------------- | ------------ |
| 1. | «Walking in Your Footsteps»                    |              |
| 2. | «Can’t Stand Losing You» / «Reggatta De Blanc» |              |
| 3. | «Roxanne»                                      |              |

| №  | Название                | Длительность |
| -- | ----------------------- | ------------ |
| 1. | «King of Pain»          |              |
| 2. | «So Lonely»             |              |
| 3. | «Every Breath You Take» |              |
| 4. | «Next to You»           |              |

## Участники записи
- Стинг — вокал, бас-гитара;
- Энди Саммерс — гитара, бэк-вокал;
- Стюарт Коупленд — ударные, перкуссия, ксилофон, бэк-вокал

## Позиции в хит-парадах
Еженедельные чарты:
| Год       | Хит-парад                           | Высшая позиция | Пребывание |
| --------- | ----------------------------------- | -------------- | ---------- |
| 2008—2009 | Австралия (Music DVDs Chart)        | 31             | нет данных |
| 2008—2009 | Бельгия/Валлония (Music DVDs Chart) | 2              | нет данных |
| 2008—2009 | Бельгия/Фландрия (Music DVDs Chart) | 3              | нет данных |
| 2008—2009 | Германия (Offizielle Top 100)       | 25             | 9 недель   |
| 2008—2009 | Италия (FIMI)                       | 1              | нет данных |
| 2008—2009 | Италия (Musica e dischi)            | 35             | 1 неделя   |
| 2008—2009 | Нидерланды (Album Top 100)          | 43             | 11 недель  |
| 2008—2009 | Швейцария (Music DVDs Chart)        | 2              | нет данных |

## Сертификации
| Регион | Сертификация | Продажи  |
| --- | ------------ | -------- |
| Бразилия (ABPD) | Золотой      | 15 000*  |
| Германия (BVMI) | Золотой      | 25 000^  |
| США (RIAA) | Платиновый   | 100 000^ |
| Франция (SNEP) | Платиновый   | 20 000*  |
| * Данные о продажах приведены только на основе сертификации. ^ Данные о тиражах приведены только на основе сертификации. |              |          |